# Nelson Vivas
Nelson David Vivas (Granadero Baigorria, 18 ottobre 1969) è un allenatore di calcio ed ex calciatore argentino, di ruolo difensore, tecnico in seconda dell'Atlético Madrid.

## Carriera

### Giocatore

#### Club
Vivas inizia la sua carriera nel Quilmes, debuttando il 10 settembre 1991 contro il Newell's Old Boys. Dopo tre anni a Quilmes si trasferisce al Boca Juniors, fino al 1998.
Decide di fare il grande passo europeo trasferendosi in prestito all'AC Lugano, squadra svizzera. Dopo solo 10 presenze viene chiamato all'Arsenal che lo acquista nell'agosto 1998.
Funge prevalentemente da riserva dei terzini Lee Dixon e Nigel Winterburn; disputa 18 partite da titolare e altrettante come sostituto nei Gunners.
Vivas viene poi mandato in Spagna in prestito al Celta Vigo. Tornato all'Arsenal nella stagione 1999-2000 serve più che altro come sostituto di Oleh Lužnyj e Sylvinho. Non trovando spazio in Inghilterra, approda in Serie A all'Inter, sfiorando lo scudetto. Dopo due stagioni torna però in Argentina.
Dopo una stagione al River Plate, Vivas torna al Quilmes dove chiude la carriera nel 2005.

#### Nazionale
Nonostante difficilmente trovasse spazio nelle squadre di club in cui ha militato, partiva da titolare con la Nazionale argentina. Con l'Albiceleste ha totalizzato 39 presenze ed un gol segnato.

### Allenatore
Il 6 febbraio 2006 con la nomina di Diego Simeone tecnico del Racing Club, diventa vice insieme a Matías Almeyda.
Dal 2006 al 2008, Vivas è stato accanto a Diego Simeone sulla panchina dell'Estudiantes de La Plata come allenatore in seconda, e dal 2008 ricopre lo stesso ruolo al River Plate.
Il 25 giugno 2013 diventa allenatore del Quilmes, dove lo segue Andrés Guglielminpietro come vice. Esordisce nella sconfitta per 2-0 contro il Rosario Central. Il 22 ottobre dopo il pareggio casalingo con l’Atlético de Rafaela e dopo una lite con un tifoso della tribuna, Carlos Dondero, socio del club, che lo aveva insultato per tutta la durata dell'incontro, ha deciso di rassegnare le proprie dimissioni. Lascia la squadra dopo 12 partite (4 vittorie 2 pareggi e 6 sconfitte).
Nel febbraio del 2015 diventa allenatore della squadra riserve dell'Estudiantes e il 10 dicembre successivo è promosso allenatore della prima squadra, in sostituzione di Gabriel Milito. Esordisce nella sconfitta casalinga per 1-0 contro il Lanús. Chiude il campionato al secondo posto del proprio girone a 32 punti e nello scontro finale per il terzo posto vince 1-0 contro il Godoy Cruz. Nella Coppa Sudamericana viene eliminato al secondo turno dal Belgrano. Il secondo anno non riesce a superare la fase a gironi nella Coppa Libertadores arrivando terzo posto al proprio girone. Il 12 giugno 2017 si dimette dall’incarico dopo l’eliminazione dalla Coppa Argentina avvenuta la scorsa notte per mano del Pacifico de Mendoza, club che milita nel Federal B. Lascia la squadra al settimo posto a due turni dalla chiusura del campionato. Chiude la sua avventura totalizzando 51 partite (25 vittorie, 13 pareggi e 13 sconfitte).
Il 20 giugno 2017 viene nominato tecnico del Defensa y Justicia. Esordisce nella sconfitta per 5-2 dopo i calci di rigore dal Chapecoense partita valevole per il secondo turno della Coppa Sudamericana. Il 24 settembre dopo la sconfitta per 3-1 contro il Colón rassegna le dimissioni. Lascia la squadra dopo appena 4 partite (1 vittoria, 1 pareggio e 2 sconfitte).
Il 1 settembre 2020 ritorna come vice di Diego Simeone all’Atlético de Madrid, sostituendo il dimissionario Germán Burgos.

## Statistiche

### Presenze e reti nei club
| Stagione            | Squadra             | Campionato          | Campionato | Campionato | Coppe nazionali | Coppe nazionali | Coppe nazionali | Coppe continentali | Coppe continentali | Coppe continentali | Altre coppe | Altre coppe | Altre coppe | Totale | Totale |
| Stagione            | Squadra             | Comp                | Pres       | Reti       | Comp            | Pres            | Reti            | Comp               | Pres               | Reti               | Comp        | Pres        | Reti        | Pres   | Reti   |
| ------------------- | ------------------- | ------------------- | ---------- | ---------- | --------------- | --------------- | --------------- | ------------------ | ------------------ | ------------------ | ----------- | ----------- | ----------- | ------ | ------ |
| 1991-1992           | Quilmes             | PD                  | 35         | 1          | -               | -               | -               | -                  | -                  | -                  | -           | -           | -           | 35     | 1      |
| 1992-1993           | Quilmes             | PB                  | ?          | ?          | -               | -               | -               | -                  | -                  | -                  | -           | -           | -           | ?      | ?      |
| 1993-1994           | Quilmes             | PB                  | ?          | ?          | -               | -               | -               | -                  | -                  | -                  | -           | -           | -           | ?      | ?      |
| 1994-1995           | Boca Juniors        | PD                  | 26         | 0          | -               | -               | -               | -                  | -                  | -                  | SS          | 7           | 0           | 33     | 0      |
| 1995-1996           | Boca Juniors        | PD                  | 25         | 2          | -               | -               | -               | -                  | -                  | -                  | SS          | 2           | 0           | 27     | 2      |
| 1996-1997           | Boca Juniors        | PD                  | 27         | 1          | -               | -               | -               | -                  | -                  | -                  | SS          | 3           | 0           | 30     | 1      |
| ago. 1997           | Boca Juniors        | PD                  | 8          | 0          | -               | -               | -               | -                  | -                  | -                  | SS          | 0           | 0           | 8      | 0      |
| Totale Boca Juniors | Totale Boca Juniors | Totale Boca Juniors | 86         | 3          |                 | -               | -               |                    | -                  | -                  |             | 12          | 0           | 98     | 3      |
| set. 1997-1998      | Lugano              | LNB                 | 22         | 1          | CS              | ?               | ?               | -                  | -                  | -                  | -           | -           | -           | 22+    | 1+     |
| 1998-1999           | Arsenal             | PL                  | 23         | 0          | FACup+CdL       | 3+2             | 0+1             | UCL                | 5                  | 0                  | CS          | 0           | 0           | 33     | 1      |
| ago.-dic. 1999      | Arsenal             | PL                  | 5          | 0          | FACup+CdL       | 0+1             | 0+0             | UCL+CU             | 2+2                | 0+0                | -           | -           | -           | 10     | 0      |
| gen.-giu. 2000      | Celta Vigo          | PD                  | 13         | 0          | CR              | 2               | 0               | CU                 | -                  | -                  | -           | -           | -           | 15     | 0      |
| 2000-2001           | Arsenal             | PL                  | 12         | 0          | FACup+CdL       | 3+1             | 0+0             | UCL                | 7                  | 0                  | -           | -           | -           | 23     | 0      |
| Totale Arsenal      | Totale Arsenal      | Totale Arsenal      | 40         | 0          |                 | 10              | 1               |                    | 16                 | 0                  |             | 0           | 0           | 66     | 1      |
| 2001-2002           | Inter               | A                   | 13         | 0          | CI              | 0               | 0               | CU                 | 2                  | 0                  | -           | -           | -           | 15     | 0      |
| 2002-2003           | Inter               | A                   | 6          | 0          | CI              | 0               | 0               | UCL                | 0                  | 0                  | -           | -           | -           | 6      | 0      |
| Totale Inter        | Totale Inter        | Totale Inter        | 19         | 0          |                 | 0               | 0               |                    | 2                  | 0                  |             | -           | -           | 21     | 0      |
| lug.-dic. 2003      | River Plate         | PD                  | 7          | 0          | -               | -               | -               | CS                 | 3                  | 0                  | -           | -           | -           | 10     | 0      |
| 2004-2005           | Quilmes             | PD                  | 24         | 0          | -               | -               | -               | CS+CL              | 0+7                | 0+1                | -           | -           | -           | 31     | 1      |
| Totale Quilmes      | Totale Quilmes      | Totale Quilmes      | 117        | 3          |                 | -               | -               |                    | 7                  | 1                  |             | -           | -           | 124    | 4      |
| Totale Carriera     | Totale Carriera     | Totale Carriera     | 304        | 3          |                 | 12+             | 1+              |                    | 28                 | 1                  |             | 12          | 0           | 356+   | 5+     |

### Cronologia presenze e reti in nazionale
| Cronologia completa delle presenze e delle reti in nazionale ― Argentina | Cronologia completa delle presenze e delle reti in nazionale ― Argentina | Cronologia completa delle presenze e delle reti in nazionale ― Argentina | Cronologia completa delle presenze e delle reti in nazionale ― Argentina | Cronologia completa delle presenze e delle reti in nazionale ― Argentina | Cronologia completa delle presenze e delle reti in nazionale ― Argentina | Cronologia completa delle presenze e delle reti in nazionale ― Argentina | Cronologia completa delle presenze e delle reti in nazionale ― Argentina |
| Data                                                                     | Città                                                                    | In casa                                                                  | Risultato                                                                | Ospiti                                                                   | Competizione                                                             | Reti                                                                     | Note                                                                     |
| ------------------------------------------------------------------------ | ------------------------------------------------------------------------ | ------------------------------------------------------------------------ | ------------------------------------------------------------------------ | ------------------------------------------------------------------------ | ------------------------------------------------------------------------ | ------------------------------------------------------------------------ | ------------------------------------------------------------------------ |
| 16-11-1994                                                               | Santiago del Cile                                                        | Cile                                                                     | 0 – 3                                                                    | Argentina                                                                | Amichevole                                                               | -                                                                        | 81’                                                                      |
| 13-5-1995                                                                | Johannesburg                                                             | Sudafrica                                                                | 1 – 1                                                                    | Argentina                                                                | Amichevole                                                               | -                                                                        | 46’                                                                      |
| 15-12-1996                                                               | Buenos Aires                                                             | Argentina                                                                | 1 – 1                                                                    | Cile                                                                     | Qual. Mondiali 1998                                                      | -                                                                        | 46’                                                                      |
| 28-12-1996                                                               | Mar del Plata                                                            | Argentina                                                                | 2 – 3                                                                    | Jugoslavia                                                               | Amichevole                                                               | -                                                                        | Ammonizione                                                              |
| 12-1-1997                                                                | Montevideo                                                               | Uruguay                                                                  | 0 – 0                                                                    | Argentina                                                                | Qual. Mondiali 1998                                                      | -                                                                        |                                                                          |
| 12-2-1997                                                                | Barranquilla                                                             | Colombia                                                                 | 0 – 1                                                                    | Argentina                                                                | Qual. Mondiali 1998                                                      | -                                                                        | 44’                                                                      |
| 2-4-1997                                                                 | La Paz                                                                   | Bolivia                                                                  | 2 – 1                                                                    | Argentina                                                                | Qual. Mondiali 1998                                                      | -                                                                        | 66’                                                                      |
| 17-6-1997                                                                | Cochabamba                                                               | Paraguay                                                                 | 1 – 1                                                                    | Argentina                                                                | Coppa America 1997 - 1º turno                                            | -                                                                        | Ammonizione                                                              |
| 21-6-1997                                                                | Sucre                                                                    | Argentina                                                                | 1 – 2                                                                    | Perù                                                                     | Coppa America 1997 - Quarti di finale                                    | -                                                                        |                                                                          |
| 19-2-1998                                                                | Mendoza                                                                  | Argentina                                                                | 2 – 1                                                                    | Romania                                                                  | Amichevole                                                               | 1                                                                        |                                                                          |
| 22-4-1998                                                                | Dublino                                                                  | Irlanda                                                                  | 0 – 2                                                                    | Argentina                                                                | Amichevole                                                               | -                                                                        |                                                                          |
| 29-4-1998                                                                | Rio de Janeiro                                                           | Brasile                                                                  | 0 – 1                                                                    | Argentina                                                                | Amichevole                                                               | -                                                                        |                                                                          |
| 25-5-1998                                                                | Buenos Aires                                                             | Argentina                                                                | 2 – 0                                                                    | Sudafrica                                                                | Amichevole                                                               | -                                                                        | 79’                                                                      |
| 14-6-1998                                                                | Tolosa                                                                   | Argentina                                                                | 1 – 0                                                                    | Giappone                                                                 | Mondiali 1998 - 1º turno                                                 | -                                                                        |                                                                          |
| 21-6-1998                                                                | Parigi                                                                   | Argentina                                                                | 5 – 0                                                                    | Giamaica                                                                 | Mondiali 1998 - 1º turno                                                 | -                                                                        | 80’                                                                      |
| 26-6-1998                                                                | Bordeaux                                                                 | Argentina                                                                | 1 – 0                                                                    | Croazia                                                                  | Mondiali 1998 - 1º turno                                                 | -                                                                        | 68’                                                                      |
| 30-6-1998                                                                | Saint-Étienne                                                            | Argentina                                                                | 2 – 2 dts (4 – 3 dtr)                                                    | Inghilterra                                                              | Mondiali 1998 - Ottavi di finale                                         | -                                                                        |                                                                          |
| 31-3-1999                                                                | Amsterdam                                                                | Paesi Bassi                                                              | 1 – 1                                                                    | Argentina                                                                | Amichevole                                                               | -                                                                        |                                                                          |
| 4-7-1999                                                                 | Luque                                                                    | Colombia                                                                 | 3 – 0                                                                    | Argentina                                                                | Coppa America 1999 - 1º turno                                            | -                                                                        | 61’                                                                      |
| 7-7-1999                                                                 | Luque                                                                    | Argentina                                                                | 2 – 0                                                                    | Uruguay                                                                  | Coppa America 1999 - 1º turno                                            | -                                                                        | 73’                                                                      |
| 4-9-1999                                                                 | Buenos Aires                                                             | Argentina                                                                | 2 – 0                                                                    | Brasile                                                                  | Amichevole                                                               | -                                                                        |                                                                          |
| 7-9-1999                                                                 | Porto Alegre                                                             | Brasile                                                                  | 4 – 2                                                                    | Argentina                                                                | Amichevole                                                               | -                                                                        | 71’                                                                      |
| 13-10-1999                                                               | Córdoba                                                                  | Argentina                                                                | 2 – 1                                                                    | Colombia                                                                 | Amichevole                                                               | -                                                                        | 90+1’                                                                    |
| 17-11-1999                                                               | Siviglia                                                                 | Spagna                                                                   | 0 – 2                                                                    | Argentina                                                                | Amichevole                                                               | -                                                                        |                                                                          |
| 23-2-2000                                                                | Londra                                                                   | Inghilterra                                                              | 0 – 0                                                                    | Argentina                                                                | Amichevole                                                               | -                                                                        | 68’                                                                      |
| 16-8-2000                                                                | Buenos Aires                                                             | Argentina                                                                | 1 – 1                                                                    | Paraguay                                                                 | Qual. Mondiali 2002                                                      | -                                                                        | 71’                                                                      |
| 3-9-2000                                                                 | Lima                                                                     | Perù                                                                     | 1 – 2                                                                    | Argentina                                                                | Qual. Mondiali 2002                                                      | -                                                                        | 80’                                                                      |
| 8-10-2000                                                                | Buenos Aires                                                             | Argentina                                                                | 2 – 1                                                                    | Uruguay                                                                  | Qual. Mondiali 2002                                                      | -                                                                        |                                                                          |
| 15-11-2000                                                               | Santiago del Cile                                                        | Cile                                                                     | 0 – 2                                                                    | Argentina                                                                | Qual. Mondiali 2002                                                      | -                                                                        |                                                                          |
| 20-12-2000                                                               | Los Angeles                                                              | Messico                                                                  | 0 – 2                                                                    | Argentina                                                                | Amichevole                                                               | -                                                                        | Ammonizione                                                              |
| 28-2-2001                                                                | Roma                                                                     | Italia                                                                   | 1 – 2                                                                    | Argentina                                                                | Amichevole                                                               | -                                                                        |                                                                          |
| 28-3-2001                                                                | Buenos Aires                                                             | Argentina                                                                | 5 – 0                                                                    | Venezuela                                                                | Qual. Mondiali 2002                                                      | -                                                                        | 69’                                                                      |
| 25-4-2001                                                                | La Paz                                                                   | Bolivia                                                                  | 3 – 3                                                                    | Argentina                                                                | Qual. Mondiali 2002                                                      | -                                                                        | 78’                                                                      |
| 3-6-2001                                                                 | Buenos Aires                                                             | Argentina                                                                | 3 – 0                                                                    | Colombia                                                                 | Qual. Mondiali 2002                                                      | -                                                                        |                                                                          |
| 15-8-2001                                                                | Quito                                                                    | Ecuador                                                                  | 0 – 2                                                                    | Argentina                                                                | Qual. Mondiali 2002                                                      | -                                                                        |                                                                          |
| 5-9-2001                                                                 | Buenos Aires                                                             | Argentina                                                                | 2 – 1                                                                    | Brasile                                                                  | Qual. Mondiali 2002                                                      | -                                                                        | 18’                                                                      |
| 13-2-2002                                                                | Cardiff                                                                  | Galles                                                                   | 1 – 1                                                                    | Argentina                                                                | Amichevole                                                               | -                                                                        |                                                                          |
| 6-9-2003                                                                 | Buenos Aires                                                             | Argentina                                                                | 2 – 2                                                                    | Cile                                                                     | Qual. Mondiali 2006                                                      | -                                                                        |                                                                          |
| 9-9-2003                                                                 | Caracas                                                                  | Venezuela                                                                | 0 – 3                                                                    | Argentina                                                                | Qual. Mondiali 2006                                                      | -                                                                        |                                                                          |
| Totale                                                                   |                                                                          | Presenze                                                                 | 39                                                                       |                                                                          | Reti                                                                     | 1                                                                        |                                                                          |

## Palmarès

### Giocatore

#### Competizioni nazionali
- Charity Shield: 1

Arsenal: 1998
- Campionato argentino: 1

River Plate: Clausura 2003